# Absorption au-dessus de la calotte polaire
L’absorption au-dessus de la calotte polaire est un effet sur les ondes radioélectriques dans les régions polaires, provoqué par une augmentation soudaine de la concentration électronique dans la couche D de l'ionosphère. Cet effet est produit par l'afflux de protons solaires à haute énergie ; il commence quelques heures après une éruption solaire et peut exceptionnellement persister plusieurs jours.